# Hyalonema martabanense
Hyalonema martabanense är en svampdjursart som beskrevs av Schulze 1900. Hyalonema martabanense ingår i släktet Hyalonema och familjen Hyalonematidae. Inga underarter finns listade i Catalogue of Life.